# Amt für Jugendfragen
Das Amt für Jugendfragen beim Ministerrat war von 1962 an Organ des Ministerrates der DDR, dem von diesem beauftragten Stellvertreter des Vorsitzenden des Ministerrates unmittelbar unterstellt. Es unterstand dem Ministerrat und zeitweilig (1958–1962) dem Ministerium für Volksbildung direkt.
In Verbindung mit dem Zentralrat der FDJ und „auf der Grundlage der Beschlüsse der SED“ war das Amt für Jugendfragen verantwortlich für die gesamte Jugendarbeit, die Jugendforschung, federführend für den Jugendetat und hatte wesentliches Mitspracherecht bei der Jugendgesetzgebung. Vorsitzender war u. a. Hans Jagenow.
Im November 1989 wurden das Amt für Jugendfragen und das Staatssekretariat für Körperkultur und Sport aufgelöst. Als gemeinsamer Rechtsnachfolger von Januar bis März 1990 wurde ein Amt für Jugend und Sport, von März bis Oktober 1990 ein Ministerium für Jugend und Sport gebildet.